# Norrsjön (Knutby socken, Uppland)
Norrsjön är en sjö i Uppsala kommun i Uppland och ingår i Skeboåns huvudavrinningsområde. Sjön är 10,1 meter djup, har en yta på 1,89 kvadratkilometer och befinner sig 18,2 meter över havet. Sjön avvattnas av vattendraget Skeboån (Framån). Vid provfiske har bland annat abborre, björkna, braxen och gers fångats i sjön.

## Delavrinningsområde
Norrsjön ingår i det delavrinningsområde (665099-164209) som SMHI kallar för Utloppet av Norrsjön. Medelhöjden är 26 meter över havet och ytan är 24,13 kvadratkilometer. Det finns inga avrinningsområden uppströms utan avrinningsområdet är högsta punkten. Avrinningsområdets utflöde Skeboån (Framån) mynnar i havet. Avrinningsområdet består mestadels av skog (83 procent). Avrinningsområdet har 3,03 kvadratkilometer vattenytor vilket ger det en sjöprocent på 12,5 procent.

## Fisk
Vid provfiske har följande fisk fångats i sjön:
- Abborre
- Björkna
- Braxen
- Gärs
- Gädda
- Löja
- Mört
- Sarv
- Sutare